# 디지털 컨테이너 포맷

컨테이너 포맷 예시

컨테이너 포맷(container format) 또는 래퍼 포맷(wrapper format)이란 상이한 데이터 구성요소들과 메타데이터들이 컴퓨터 파일안에서 같이 있을 수 있게 하는 방법을 기술하고 있는 메타 파일 포맷이다.

## 특성
컨테이너 파일은 데이터와 메타데이터가 어떻게 인코딩되어 있는지 알 수 없으므로, 미디어 프로그램에서 파일을 열고 내부에 포함된 데이터를 인식하지 못할 수도 있다. 이것은 해당 프로그램이 디코딩 알고리즘, 즉 코덱을 갖고 있지 않기 때문이다. 정의 상으로는 컨테이너 포맷은 어떠한 데이터라도 담고 있을 수 있다. 대표적으로 윈도우 운영 체제의 DLL의 경우가 그러하다. 하지만 대부분의 컨테이너 포맷은 특정한 속성을 가진 데이터만을 가질 수 있도록 되어 있다. 대표적인 예가 멀티미디어 파일 포맷들이다. 오디오나 비디오 스트리밍 포맷은 다양한 알고리즘으로(코덱)으로 코딩되거나 디코딩될 수 있기 때문에, 컨테이너 포맷은 한 가지 파일 포맷을 제공하는 경우가 많다.

## 멀티미디어 컨테이너 포맷

### 오디오 파일 컨테이너
- AIFF (IFF 파일 포맷, 주로 Mac OS에서 사용)
- WAV (RIFF 파일포맷, 주로 Windows에서 사용)
- XMF (Extensible Music Format)

### 이미지 파일 컨테이너
- FITS(Flexible Image Transport System)
- TIFF(Tagged Image File format)

### 오디오/비디오 파일 컨테이너
- 3GP(ISO 기반 멀티미디어 파일 포맷. 휴대폰에서 많이 사용된다.)
- ASF(마이크로소프트의 WMA와 WMV의 컨테이너 포맷.)
- AVI(마이크로소프트 윈도우의 표준 컨테이너 포맷. RIFF 기반.)
- DVR-MS("Microsoft Digital Video Recording", 사유 비디오 컨테이너 포맷. 마이크로소프트 사가 ASF에 기반하여 개발하였다.)
- 플래시 비디오(FLV, F4V)(어도비 사가 개발한 비디오/오디오 컨테이너 포맷.)
- IFF(플랫폼 독립적인 컨테이너 포맷)
- 마트료시카(MKV)(개방형 표준이자 개방형 표준 컨테이너 포맷. 코덱이나 시스템의 제약 없이 사실상 어떠한 데이터라도 담을 수 있다.)
- 퀵타임 파일 포맷(MOV, QT)(애플의 퀵타임비디오 컨테이너.)
- Mpeg-PS(디스크와 같은 합리적이고 신뢰성 있는, MPEG-1과 MPEG-2 기초 스트리밍의 표준 컨테이너 포맷.)
- Mpeg-TS(디지털 방송 및 전송같은 신뢰성 없는 미디어를 위한 표준 컨테이너 포맷.)
- MP4(MPEG-4 멀티미디어 포트폴리오를 위한 표준 오디오/비디오 컨테이너 포맷.)
- Ogg(Xiph.Org 재단이 개발한, 오디오 포맷 Vorbis와 비디오 포맷 Theora의 표준 컨테이너 포맷.)
- RM(RealMedia; 리얼 비디오 또는 리얼 오디오의 표준 컨테이너 포맷.)

## 같이 보기
- 오디오 파일 포맷
- 파일 형식